# 圣安德鲁大厦
圣安德鲁大厦（St. Andrew's House）是一座大型装饰艺术建筑，位于苏格兰爱丁堡卡尔顿山的南坡，它的南面俯瞰愛丁堡威瓦利站、修士门和圣十字架公园。 
圣安德鲁大厦是苏格兰政府总部大厦。它坐落在卡尔顿监狱的旧址，毗邻卡尔顿公墓和方尖碑。
该建筑由赢得比赛的托马斯·泰特设计，1935年11月开始建造，1939年落成，建筑最初苏格兰办事处和苏格兰国务卿办公室所在地。1939年10月12日的正式开幕仪式由于二战爆发而取消，改于1940年2月26日进行。
泰特的设计融合了装饰艺术和简化摩登的元素，是现代建筑在爱丁堡罕见的例证。该建筑有许多装饰艺术风格的雕刻，出自著名的英国雕塑家之手。
圣安德鲁大厦被列为A类登录建筑。